# Palmer (stacja antarktyczna)
Palmer – całoroczna stacja polarna należąca do Stanów Zjednoczonych, położona na wyspie Antwerpii w Antarktyce, obsługiwana przez United States Antarctic Program. Jest to jedyna amerykańska stacja antarktyczna położona na północ od południowego koła polarnego.

## Położenie i warunki
Stacja znajduje się na największej wyspie Archipelagu Palmera, rozciągającego się wzdłuż wybrzeża Półwyspu Antarktycznego. Jest położona na wolnym od lodu fragmencie południowo-zachodniego brzegu Antwerpii; posiada molo przy którym mogą cumować większe jednostki przewożące sprzęt i personel, a także rampę do wyciągania łodzi na ląd. Jej nazwa pochodzi od Nathaniela Palmera, jednego z odkrywców kontynentu antarktycznego.

## Historia i działalność
Amerykanie rozpoczęli działalność naukową na Antwerpii w lecie 1964/65. Wcześniej Wielka Brytania utworzyła na wyspie w 1955 roku swoją placówkę (Station N — Anvers Island), w celu prowadzenia badań z zakresu kartografii i geologii, została ona jednak szybko opuszczona, a Amerykanie wykorzystali ją później jako laboratorium do badań biologicznych i glacjologicznych. W lecie 1966/67 ruszyły prace nad nową bazą i laboratorium biologicznym, położonymi w odległości ok. 2,5 km od istniejącej bazy. Nowa stacja Palmer została otwarta 20 marca 1968 roku. Pozostałości starej stacji, wraz z budynkiem dawnej brytyjskiej bazy zniszczonym przez pożar w 1971 roku, usunięto w lecie 1990/91.
W stacji Palmer od początku prowadzone są badania obejmujące biologię morską i glacjologię. Obecnie prowadzi się tam także badania dotyczące wpływu promieniowania słonecznego, oceanu i lodu morskiego na środowisko oraz obiegu węgla i azotu w przyrodzie. Monitorowane są populacje ptaków morskich, badany jest zooplankton i fitoplankton, a także bakterie i archeony żyjące w morzu. Stacja obsługiwana jest przez United States Antarctic Program.